# Исторически музей на Босна и Херцеговина
Историческият музей на Босна и Херцеговина (на босненски: Historijski muzej Bosne i Hercegovine) е музей в Сараево, Босна и Херцеговина.
Той съхранява повече от 400 000 исторически артефакта. Музеят е основан на 13 ноември 1945 г. През част от историята си се нарича  Музей на революцията на Босна и Херцеговина. Сегашното си име получава през 1993 г.